# Oropedio Lasitiu
Oropedio Lasitiu (gr. Δήμος Οροπεδίου Λασιθίου, Dimos Oropediu Lasitiu) – gmina w Grecji, na Krecie, w administracji zdecentralizowanej Kreta, w regionie Kreta, w jednostce regionalnej Lasiti. Siedzibą gminy jest Dzermiado. W 2011 roku liczyła 2387 mieszkańców.